# Johann V. Jordans
Johann V. Jordans (* ?; † 1666 in Zornheim) war Geistlicher und seit 1621 der letzte Abt des Klosters Limburg.

## Erste Amtsperiode
Das Kloster Limburg war 1574 durch die Kurpfalz säkularisiert worden, indem nach dem Tod des Abtes Johann IV. von Bingenheim die Wahl eines neuen Abtes verhindert worden war. Als zu Beginn des Dreißigjährigen Krieges österreichische und spanische Truppen die Kurpfalz besetzten, wurde Johann Jordans aus Deutz 1621 zum Abt ernannt und unter militärischem Schutz in sein Amt eingesetzt. Als kurz darauf die Protestanten die Oberhand gewannen, musste er fliehen.

## Zweite Amtsperiode
Erst 1645 konnte er sein Amt wieder einnehmen und wurde vom Generalvikar des Bistums Speyer in sein Amt eingeführt. Das wurde auch vom päpstlichen Nuntius, Fabio Chigi bestätigt. Noch 1648 erwirkte er eine Bestätigung seiner Position durch Erzherzog Leopold Wilhelm von Österreich, Statthalter in den Spanischen Niederlanden. All das aber nutzte nichts: Im Westfälischen Frieden wurde das Kloster Limburg aufgrund der Normaljahrsbestimmung der Kurpfalz zugesprochen. Die Kurpfalz benötigte noch bis 1650, ihn mit militärischer Gewalt wieder seines Amtes zu entsetzen. Johann V. Jordans emigrierte erneut.

## Lebensende
Noch 1661 ließ er sich vom päpstlichen Nuntius, Marco Gallio, Bischof von Rimini, in seinem Amt bestätigen, was allerdings nichts an der Macht- und Rechtslage änderte. Johann V. Jordans verbrachte seine letzten Lebensjahre als Pfarrer in Zornheim, wo er 1666 starb.